# Pajace
Pajace (I Pagliacci) – opera Ruggera Leoncavalla z roku 1892; składa się z prologu i dwóch aktów.

## Okoliczności powstania opery
Bezpośredniej inspiracji dostarczył kompozytorowi obejrzany spektakl Rycerskość wieśniacza Pietro Mascagniego. Można natomiast spierać się o źródło samej treści opery, do której Leoncavallo sam napisał libretto. Twórca Pajaców utrzymywał, że w operze uwiecznił prawdziwą historię zabójstwa, w sprawie którego rozprawę prowadził jego ojciec (był on sędzią). Kompozytor nigdy jednak nie przedstawił żadnych potwierdzających jego słowa dokumentów (choć twierdził, że takowe posiada), wielu krytyków muzycznych uważa więc, że mógł dokonać przeróbki dramatu Catulle Mendesa Żona Tabarina, którego premiera odbyła się w Paryżu w czasie, gdy przebywał tam kompozytor.
W odróżnieniu od pozostałych dzieł Leoncavalla, Pajace od dnia swej prapremiery cieszą się ogromną popularnością. Były zarówno pierwszą operą w całości nagraną
(w roku 1907), jak i w całości sfilmowaną (w roku 1931).

## Postacie
- Canio, dyrektor wędrownej trupy aktorskiej – tenor
- Nedda, jego żona – sopran
- Tonio, aktor – baryton
- Silvio, wieśniak – baryton
- Beppo, aktor – tenor
- wieśniacy kalabryjscy

## Treść
Miejsce akcji: Kalabria, wieś
Czas akcji: ok. 1870 r.

### Prolog
Na proscenium wychodzi jeden z aktorów, Tonio, przebrany w kostium Taddea, którego będzie grał w urządzanym przez trupę przedstawieniu. Zwraca się do publiczności, mówiąc m.in., że aktor też jest człowiekiem, który czuje i cierpi (aria Si può?... Si può?... Signore! Signori! ... Un nido di memorie.).

### Akt I
Do wioski przyjeżdża trupa aktorów odgrywająca tradycyjne komedie dell’arte. Canio, kierownik trupy, zapowiada na wieczór przedstawienie pod tytułem Kłopoty Pajaca. Następnie wieśniacy zapraszają go (jak również innego aktora imieniem Beppo) do karczmy. Tonio decyduje się zostać, co wieśniacy kwitują żartobliwymi podejrzeniami, że ma on romans z Neddą. W odpowiedzi na dowcipy Canio śmiertelnie poważnym tonem oznajmia, że wprawdzie w sztukach trupy grywa zdradzanego męża, ale w życiu nigdy nie pogodziłby się z niewiernością żony; zapewnia jednak zarazem, że nie podejrzewa Neddy o zdradę. Gwałtowna wypowiedź Cania przepełnia strachem i zmieszaniem serce jego żony.
Wkrótce uspokojona już Nedda oczekuje we wsi swojego kochanka, wieśniaka imieniem Silvio. Zamiast niego zjawia się Tonio i wyznaje jej miłość. Nedda w arogancki sposób wyśmiewa go i odtrąca; rozwścieczony Tonio przysięga jej zemstę. Pojawia się Silvio. Namawia Neddę, by po spektaklu razem z nim uciekła, na co ta się zgadza. W tym czasie Tonio biegnie do gospody, z której sprowadza Cania. Kochanek Neddy natychmiast ucieka, ona zaś woła za nim, że zawsze będzie należała tylko do niego. Słowa te słyszy nadbiegający Canio.
Canio usiłuje (bez powodzenia) schwytać uciekającego, po czym żąda od Neddy, by wyjawiła mu tożsamość kochanka. Ta odmawia. Mąż atakuje ją nożem, lecz w tym momencie Beppo przypomina mu o rychłym rozpoczęciu spektaklu i rozbraja go. Tonio zapewnia Cania, że w czasie przedstawienia kochanek Neddy na pewno się w jakiś sposób zdradzi. Canio, przebierając się w kostium Pajaca, przygotowuje się do odegrania roli komicznej, choć szarpią nim rozpacz i wściekłość (aria Vesti la giubba, zawierająca słynne słowa Śmiej się, pajacu!; intermezzo).

### Akt II
Nedda w kostiumie Kolombiny sprzedaje bilety. W tym czasie dyskretnie ostrzega Silvia przed Caniem. Tłum wieśniaków radośnie wita trupę.
Na scenie Kolombina, żona Pajaca (który niedawno dokądś wyszedł) oczekuje Arlekina – swojego kochanka. Zamiast niego pojawia się Taddeo i wyznaje bohaterce miłość; nie uzyskuje jednak wzajemności Kolombiny. Wkrótce daje się słyszeć serenada Arlekina, którego Kolombina po chwili wpuszcza do domu. Planują uśpienie Pajaca narkotykiem, a następnie wspólną ucieczkę. Nagle jednak powraca Taddeo i ostrzega ich przed powracającym Pajacem. Arlekin w ostatniej chwili wyskakuje przez okno, żegnany okrzykiem Kolombiny – zapewnieniem, że zawsze będzie należała tylko do niego.
Słowa te słyszy Canio, który w tej właśnie chwili wychodzi (jako Pajac) na scenę. W mig uprzytamnia sobie tragiczne podobieństwo między sytuacją bohatera sztuki i swoją własną. Z początku odgrywa przewidzianą rolę i żąda od Kolombiny, by zdradziła mu imię swojego kochanka. Szybko jednak traci panowanie nad sobą i poczyna zwracać się już nie do Kolombiny, lecz – do Neddy. Ona, w nadziei, że spektakl uda się jeszcze ocalić, przypomina mężowi, kim teraz powinien być. Na to jednak Canio wybucha gniewem (Non! Pagliaccio non son!). Tłum, niezdający sobie sprawy z tego, co dzieje się naprawdę, nagradza ich oklaskami.
Nękana przez męża pytaniami o tożsamość kochanka, Nedda nazywa go Arlekinem, po czym przysięga, że jego prawdziwego imienia nie zdradzi nigdy. Obecny wśród publiczności Silvio, przerażony, gwałtem przeciska się ku scenie – za późno: Canio zdążył już zadać żonie śmiertelny cios nożem. Następnie, dostrzegłszy Silvia, zabija także i jego. „La Commedia è finita!” – woła zrozpaczony.
Zgodnie z oryginałem, ostatnie słowa opery wypowiada nie Canio, lecz Tonio – to on bowiem opowiada widzom tę historię. Jednak od czasu spektaklu, w którym wymówił je grający Cania Enrico Caruso, rzadko kiedy „przywraca się” je barytonowi.

## Sławni interpretatorzy
Z arią Vesti la giubba, jak również w ogóle z całą partią Cania mierzyli się najwięksi spośród tenorów – m.in. Plácido Domingo i Luciano Pavarotti.